# Haraldskvæði
Das Haraldskvæði (Gedicht auf Harald) oder auch Hrafnsmál (Spruch des Raben) ist ein skaldisches Preislied auf den norwegischen König Harald Schönhaar (Haraldr hárfagri). Das Lied wird in zeitlicher Nähe nach der Schlacht am Hafrsfjord im Jahr 872 datiert und als Autor Þorbjörn hornklofi angesehen. Der Name des Gedichtes ist neuzeitlicher Herkunft und stammt von Editoren des 19. Jahrhunderts.

## Form und Umfang
Das Lied gilt in seiner Art außerhalb der üblichen skaldischen Dichtung stehend. Es ist geprägt durch die metrischen Einflüsse typischer eddischer Versmaße, die Einbindung des mythologischen Apparats und aufwendige Kenningar. Daraus folgerte Felix Genzmer, dass das Haraldskvæði zusammen mit Eiriksmál und Hákonarmál eine Gruppe bildet, die als Exponenten des frühen eddischen Preislieds gelten und eine Zwischenposition zwischen der eddischen anonymen Dichtung und der skaldischen Dichtung mit identifizierbaren Autoren bilden.
Das Haraldskvæði umfasst fragmentarisch 23 Strophen, in denen das Versmaß des Málaháttr überwiegt, jedoch zuzüglich Verse im Ljóðaháttr und Fornyrðislag enthalten sind (Strophen 15–23). Hans Kuhn vertrat die Ansicht, dass auf Grund der metrischen Verhältnisse des Lieds und dessen zeitlich frühen Entstehung westgermanischer Einfluss vorliege. Snorri Sturluson weist Þorbjörn hornklofi als Autor aus, obgleich er in der Skáldskaparmál zu einem zwei Strophen umfassenden Zitat als Autor Þjóðólfr ór Hvini angibt.  Durch die Autorität Snorris wird Þorbjörn in der Forschung allgemein als Autor gesehen. Die Hauptüberlieferungsquellen für das Lied sind neben der Heimskringla (Haralds saga hárfagra Kap. 15, 18, 21) die Fagrskinna und der Haralds þáttr aus der Flateyjarbók. Die Strophen mit der Autorenzuweisung teilt sich folgend auf:
| Strophen | Heimskringla | Fagrskinna | Haralds þáttr |
| -------- | ------------ | ---------- | ------------- |
| 1 – 6    | 6 Þórb.      | Þórb.      | —             |
| 7 – 12   | Þórb.        | Þjóð.      | Þjóð.         |
| 13 – 14  | 14 Þórb.     | —          | Þjóð.         |
| 15 – 23  | —            | Þórb.      | —             |

## Inhalt
In den ersten beiden Strophen erhebt der Dichter in direkter Hinwendung zum Rezipienten um Gehör und Aufmerksamkeit. Er stellt den Kern seiner Dichtung dar; die Darstellung Haralds als Kriegerkönig. Er teilt mit, was er bei einem Gespräch zwischen einem Raben und einer Walküre über die Hafrsfjordschlacht gehört hat. Der Rabe teilt der Walküre (Strophen 3–12) zufrieden mit, wie er den jungen Harald schon des längeren begleitet hat und wie es zum Schlachtgeschehen gekommen ist; der Angriff durch Kjǫtvi, die Wendung zu Haralds Gunsten, Kjǫtvis Flucht und das schaurige Werk der Raben als Schlachtfeld- oder Totenvogel. In den Strophen 13 und 14 folgt ein Einschub, der Jahre nach der Schlacht handelt und die Vermählung Haralds mit der dänischen Königstochter Ragnhild schildert. In den Strophen 15–23 wird die Hofhaltung Haralds dargestellt, mit Gestus und Attributen der zeitgenössischen hochmittelalterlichen Adelskultur.

### Ausgaben und Übersetzungen
- Felix Genzmer: Die Edda. II: Götterdichtung und Spruchdichtung. Eugen Diedrichs Verlag, Jena 1912 (Sammlung Thule, Band 2).
- Finnur Jónsson (Hrsg.): Den Norsk-Islandske Skjaldedigting  B: Rettet Tekst I. 1912 (Nachdruck Rosenkilde og Bagger, Kopenhagen 1973).

### Forschungsliteratur
- Harald Ehrhardt: Haraldskvæði (anord. ″Haraldslied″). In: Lexikon des Mittelalters. Band 4: Erzkanzler bis Hiddensee. Artemis & Winkler, München u. a. 1989, ISBN 3-7608-8904-2, Sp. 1930–1931.
- Joeseph Harris: Haraldskvæði. In: Joseph R. Strayer (Hrsg.): Dictionary of the Middle Ages, Band 6: Grosseteste – Italian Literature. Charles Scribner’s Sons, New York 1985, ISBN 0-684-18168-1, S. 97–98.
- Klaus von See: Studien zum Haraldskvæði. In: Arkiv för nordisk filologi 76, 1961, S. 96–111. Neudruck in: Ders.: Edda, Saga, Skaldendichtung. Aufsätze zur skandinavischen Literatur des Mittelalters. (= Skandinavistische Arbeiten; 6), Universitätsverlag Winter, Heidelberg 1981, ISBN 978-3-533-03000-3, S. 295–310.
- Rudolf Simek, Hermann Pálsson: Lexikon der altnordischen Literatur (= Kröners Taschenausgabe. Band 490). Kröner, Stuttgart 1987, ISBN 3-520-49001-3, S. 147–148.
- Jan de Vries: Altnordische Literaturgeschichte. (= Grundriss der germanischen Philologie)  15/16. de Gruyter, Berlin/New York 1941, 3. unveränderte Auflage in einem Band mit einem Vorwort von Stefanie Würth 1999, ISBN 3-11-016330-6, S. 136–140.
- Stefanie Würth: Haraldskvæði. In: Reallexikon der Germanischen Altertumskunde (RGA). 2. Auflage. Band 13, Walter de Gruyter, Berlin/New York 1999, ISBN 3-11-016315-2, S. 647–649.